# Futbol'nyj Klub SOJUZ-Gazprom
Il SOJUZ-Gazprom, ufficialmente Futbol'nyj Klub SOJUZ-Gazprom' (in russo Футбольный клуб СОЮЗ-Газпром?) è stata una società calcistica russa con sede ad Iževsk; è stata a lungo nota come Gazovik Iževsk o Gazovik-Gazprom.

## Storia
Fondata in epoca sovietica come Gazovik nel 1988, partecipò al campionato nazionale solo nel 1991, ultimo anno di esistenza dello stesso, prendendo parte alla Vtoraja Nizšaja Liga, quarta serie del campionato. Con la fine dell'Unione Sovietica e la nascita del campionato russo di calcio, fu collocato in Vtoraja Liga, la terza serie.
Al primo anno finì secondo nel proprio girone, ottenendo l'immediata promozione, ma nel 1993, con la riforma dei campionati, l'undicesimo posto (e ultimo) posto costrinse il club alla retrocessione. Nel 1994 cambiò nome in Gazovik-Gazprom. e nel 1995 vinse il girone Centro di Vtoraja Liga e tornò in seconda serie, dove rimase ininterrottamente per quasi dieci anni. Il miglior risultato fu nel 1996 quando giunse quarto a tre punti dal terzo posto che sarebbe significato promozione in massima serie.
L'ultimo posto del 2004 significò ritorno in terza serie; dal 2006 assunse la denominazione di SOJUZ-Gazprom. Al termine della stagione 2010, dopo due terzi posti consecutivi, cedette la propria licenza al club che ridiede vita allo Zenit-Iževsk.

## Palmarès

### Competizioni nazionali
- Vtoroj divizion: 1

1995 (Girone Centro)

### Altri piazzamenti
- Vtoroj divizion:

Secondo posto: 1992 (Girone 5)
Terzo posto: 1994 (Girone Centro)

## Statistiche e record

### Partecipazione ai campionati

#### Unione Sovietica
| Livello | Categoria            | Partecipazioni | Debutto | Ultima stagione | Totale |
| ------- | -------------------- | -------------- | ------- | --------------- | ------ |
| 4º      | Vtoraja Nizšaja Liga | 1              | 1991    | 1991            | 1      |

#### Russia
| Livello | Categoria       | Partecipazioni | Debutto | Ultima stagione | Totale |
| ------- | --------------- | -------------- | ------- | --------------- | ------ |
| 2º      | Pervaja liga    | 3              | 1992    | 1997            | 10     |
| 2º      | Pervyj divizion | 7              | 1998    | 2004            | 10     |
| 3º      | Vtoraja liga    | 3              | 1992    | 1995            | 9      |
| 3º      | Vtoroj divizion | 6              | 2005    | 2010            | 9      |